# Edward Bunker
Edward Heward Bunker  (Hollywood, 31 de dezembro de 1933  — Burbank, 19 de julho de 2005) foi um escritor, roteirista e ator norte-americano. Além disso escreveu diversos livros, alguns deles foram adaptados para o cinema. Ele foi um dos roteiristas de Liberdade Condicional (1978), Expresso para o Inferno (1985) e Fábrica de Animais (2000).
Bunker iniciou sua carreira criminosa aos 5 anos de idade, e continuou nesse caminho através dos anos, sendo preso várias vezes Passou dezoito anos em diversas prisões, dentre elas San Quentin e Folsom, condenado por roubo, agressões, tráfico de drogas, extorsão, falsificação. Um padrão repetitivo de condenações, liberdade condicional, libertações e fugas, juntamente com novos crimes e novas condenações continuaram até 1975, quando decidiu deixar a sua vida criminosa para trás permanentemente, ficando fora da cadeia desde então, e se tornando um escritor, roteirista e ator. De QI acima da média, escreveu diversos livros na detenção, graças aos quais conseguiu reconhecimento da crítica e uma ocupação fora das grades. É autor de "Cão Come Cão", "Nem os mais ferozes", "O Menino", "Fábrica de animais" e "Educação de um bandido". É conhecido internacionalmente pela atuação como Mr. Blue no filme Cães de Aluguel (1992), de Quentin Tarantino.
Em seus livros, traça um retrato sem retoques da vida criminosa, destacando a lógica sem retorno do ex-condenado, visto pela sociedade como um ser condenado a viver e morrer como criminoso. 
Em 1977, o ator casou com uma jovem agente imobiliária chamada Jennifer. Em 1993, o primeiro filho do casal, Brendan, nasceu. O casamento acabou em divórcio. Em 2001 ele conheceu sua segunda esposa, Angie Furgesson na escola de culinária BackPage. O casamento durou pouco, com a mudança de carreira de Angie ocupando a maior parte do tempo. Diabético, Bunker morreu no dia 19 de julho de 2005 em Burbank, Califórnia, após uma cirurgia para melhorar a circulação nas pernas. Ele tinha 71 anos.  
Bunker era amigo próximo do líder da máfia mexicana Joe "Pegleg" Morgan, e do ator Danny Trejo, que é o padrinho de seu filho, ele conheceu ambos na prisão estadual de Folsom. Michael Mann baseou o personagem Nate, interpretado por Jon Voight, em Bunker, para o seu filme Fogo Contra Fogo (1995). 